# Drake și Josh
Drake și Josh (engleză Drake & Josh) este un sitcom american creat de Dan Schneider pentru Nickelodeon. Serialul îi urmărește pe frații vitregi Drake Parker (Drake Bell) și Josh Nichols (Josh Peck) în timp ce trăiesc împreună, în ciuda personalităților opuse. Seria îi mai are în rolurile principale pe Nancy Sullivan, Jonathan Goldstein și Miranda Cosgrove.